# イェンセンの不等式
イェンセンの不等式（いぇんせんのふとうしき、英語: Jensen's inequality）は、凸関数を使った不等式である。
f(x) を実数上の凸関数とする。
離散の場合：
{\displaystyle p_{1},\,p_{2},\,\ldots } を、{\displaystyle p_{1}+p_{2}+\cdots =1} を満たす正の実数の列とする。また、{\displaystyle x_{1},\,x_{2},\,\ldots } を、実数の列とする。そのとき、次が成り立つ。
{\displaystyle \sum _{i=1}^{\infty }p_{i}f(x_{i})\geq f\left(\sum _{i=1}^{\infty }p_{i}x_{i}\right)}
連続値の場合：
{\displaystyle p(x)(>0)} を、{\displaystyle \int p(x)dx=1} を満たす実数上の可積分関数とする。また、{\displaystyle y(x)} を実数上の可積分関数とする。そのとき、次が成り立つ。
{\displaystyle \int _{-\infty }^{\infty }f(y(x))p(x)dx\geq f\left(\int _{-\infty }^{\infty }y(x)p(x)dx\right)}
ルベーグ積分論の観点では、 離散の場合も連続の場合も同一に見倣せる。
証明は、f の{\displaystyle \int _{-\infty }^{\infty }y(x)p(x)dx}における接線を g とおいて、常に g(x) が f(x) よりも小さいことを使えばよい。
統計学において、式の下限を評価する際に、一定の役割を担っている。例えば、カルバック・ライブラー・ダイバージェンスが常に 0 より大きいことを証明するときに用いられる。p(x) が確率密度関数の場合を考えると、イェンセンの不等式は次のように書ける。
{\displaystyle E[f(y)]\geq f(E[y])}
なお、イェンセンの不等式から、相加相乗平均の関係式などを導くこともできる。